# Poorna Jagannathan
Poorna Jagannathan (Túnez, 22 de diciembre de 1972) es una actriz y productora estadounidense de origen indio.

## Biografía
Hija de un diplomático indio, Poorna Jagannathan nació en Túnez. Creció entre Pakistán, Irlanda, India, Brasil y Argentina. Es políglota y habla inglés, español, portugués, hindi y tamil (lengua autóctona hablada al sur de la India entre otros sitios).
Estudió en la Universidad de Brasilia antes de graduarse en periodismo por la Universidad de Maryland.
Obtuvo el máster of Fine Arts en la escuela Actors Studio Drama en la Pace University.

## Carrera
Jagannathan logró reconocimiento al interpretar el papel de Safar Khan en la serie de HBO The Night Of y por protagonizar la película de Bollywood Delhi Belly. Produjo la obra de teatro Nirbhaya, escrita y dirigida por Yael Farber, que aborda la temática de la violencia sexual. Su obra ganó en 2013 un premio otorgado por Amnistía internacional y fue catalogada por The Telegraph como "una de las piezas teatrales más poderosas que puedas ver en tu vida".
Jagannathan fue incluida por la revista Femina en la lista de las "50 mujeres más hermosas de la India" en 2012 y en 2014. Recientemente integró el reparto regular de la serie de Netflix Gypsy y de la serie de HBO Room 104. En mayo de 2018, Deadline anunció que Jagannathan se uniría al reparto regular de la serie Big Little Lies. Su película Share, dirigida por Pippa Bianco y producida por la compañía A24, fue estrenada en 2019 por HBO. En 2020 registró una aparición en la serie juvenil de Netflix Yo nunca, interpretando el papel de la doctora Nalini.

## Filmografía

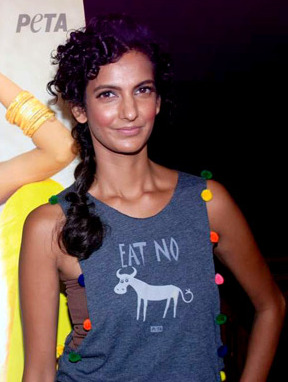
Poorna Jagannathan en 2012.

### Cine y televisión
| Año       | Título                            | Notas                    |
| --------- | --------------------------------- | ------------------------ |
| 2004      | Law & Order                       |                          |
| 2004      | She Hate Me                       |                          |
| 2005      | Law & Order                       |                          |
| 2005      | Johny Zero                        |                          |
| 2005      | Dealbreaker                       |                          |
| 2005      | The Weather Man                   |                          |
| 2005      | Modern Day Arranged Marriage      |                          |
| 2006      | Love Monkey                       |                          |
| 2006      | Rescue Me                         |                          |
| 2006      | Law & Order                       |                          |
| 2007      | Montclair                         |                          |
| 2007      | Awake                             |                          |
| 2008      | The Game                          |                          |
| 2009      | Karma Calling                     |                          |
| 2009      | Numb3rs                           |                          |
| 2010–2011 | Royal Pains                       |                          |
| 2011      | Peace, Love and Misunderstanding  |                          |
| 2011      | Delhi Belly                       |                          |
| 2013      | Thanks for Sharing                |                          |
| 2013      | Yeh Jawani Hai Deewani            |                          |
| 2014      | Good 'Ol Boy                      |                          |
| 2015      | Growing Up Smith                  |                          |
| 2015      | House of Cards                    |                          |
| 2016      | The Night Of                      |                          |
| 2016      | Carrie Pilby                      |                          |
| 2017      | Gypsy                             |                          |
| 2017      | The Circle                        |                          |
| 2017      | Law & Order: Special Victims Unit |                          |
| 2018      | Sorry for Your Loss               |                          |
| 2018      | Mile 22                           |                          |
| 2018      | Better Call Saul                  |                          |
| 2019      | Share                             |                          |
| 2019      | The Act                           |                          |
| 2020      | Never Have I Ever                 | Serie. Elenco principal. |
| 2020      | Defending Jacob                   |                          |
| 2023      | Unos suegros de armas tomar       |                          |